# Stör
De Stör is een rechtse zijrivier van de Elbe in de Duitse deelstaat Sleeswijk-Holstein. Het is een polderrivier die in haar benedenloop onderhevig is aan getijdenwerking.

## Loop
De Stör ontspringt 15 km zuidoostelijk van Neumünster nabij Willingrade in de Kreis Segeberg. Kort na de bron wordt ze ten behoeve van de (geklasseerde) papiermolen van Groß Kummerfeld afgedamd.
Daarna stroomt ze door de buitenwijken van Neumünster, het zuiden van de Kreis Rendsburg-Eckernförde en door de Kreis Steinburg, en mondt op de grens tussen Wewelsfleth en Glückstadt in de Elbe uit. Nabij Heiligenstedten bereikt ze de poldervlakte waar ze sterk gaat meanderen.
De Stör is bevaarbaar vanaf Itzehoe (kilometer 53) maar het belang daarvan vermindert.
De waterstand van de Stör wordt over meer dan de helft van de lengte, tot voorbij Kellinghusen beïnvloed door de getijden. Het Störsperrwerk is een stormvloedkering die de rivier afsluit bij abnormaal hoge waterstanden.
- Gemeinsame Normdatei: 4057666-8
- Virtual International Authority File: 246525448